# 蒙兀児史記
『蒙兀児史記』（モンゴルしき）は、中華民国時代に屠寄（1856年 - 1921年）が、モンゴル帝国から元朝滅亡に至る歴史を紀伝体で記した歴史書。『蒙古児史記』とも書く。
『新元史』と同様、製作期間が短かったために不備が多いと批判されてきた『元史』を補うために編纂された書籍であり、ラシードゥッディーンの『集史』といった西方由来の史料も積極的に用いられている。元朝史は「モンゴル帝国史」というより広い枠組みの中で扱われるべきであるというのが屠寄の主張であり、『元史』では記述の少なかったジョチ・ウルス、チャガタイ・ウルス、フレグ・ウルスといった西方のウルスについても記述している。

## 構成
- 本紀：18巻
- 列伝：129巻
- 表：12巻
- 志：1巻

## 内容

### 本紀
1. 本紀第一…世紀
2. 本紀第二上…成吉思汗
3. 本紀第二下…成吉思汗
4. 本紀第三…斡歌歹汗
5. 本紀第四…古余克汗
6. 本紀第五…蒙格汗
7. 本紀第六上…忽必烈汗
8. 本紀第六下…忽必烈汗
9. 本紀第七…鉄穆耳汗
10. 本紀第八…海山汗
11. 本紀第九…愛育黎抜力八達汗
12. 本紀第十…碩徳八剌汗
13. 本紀第十一…也孫鉄木児汗
14. 本紀第十二…和世㻋汗
15. 本紀第十三…図帖睦爾汗（鄜王懿璘質班）
16. 本紀第十四上…妥懽帖睦爾汗
17. 本紀第十四下…妥懽帖睦爾汗
18. 本紀第十五…後紀〈原欠〉

### 列伝
1. 列伝第一 后妃…成吉思汗諸后妃：孛児帖大可敦（忽魯渾皇后以下附）、忽闌可敦（古児八速皇后以下附）、也遂可敦（也速干以下附）、公主可敦；斡歌歹汗諸后妃：巴児忽真大可敦、昂灰二皇可敦、乞里吉忽帖尼三可敦、脱列克捏乃蛮真六可敦、業里吉納妃子；古余克汗諸后妃：斡亦剌海迷失三可敦、乃蛮真可敦（禾忽母）；拖雷妃：莎児合黒塔泥可敦；蒙格汗諸后妃：豁里剌思可敦、忽都黒台可敦、也速児可敦、出卑三可敦、明里忽都可敦；忽必烈汗諸后妃：帖古倫大可敦、察必大可敦（喃必可敦附）、塔剌可敦（奴罕可敦）、巴牙兀真可敦（闊闊倫以下附）；真金太子妃；闊闊真可敦（安達迷失妃子）；鉄穆耳汗：失憐答里可敦、卜魯罕可敦；答剌麻八剌妃：答己可敦；海山汗諸后妃：真哥可敦、速哥失理可敦、完者歹可敦、亦乞列思妃子（和世㻋汗母）、唐兀妃子（図帖睦爾汗母）；愛育黎抜力八達汗諸后妃：阿納失舎里可敦、答里麻失里可敦（安里兀都思不花母）；碩徳八剌汗諸后妃：速哥八剌可敦、牙八忽都魯可敦、朶児只班可敦；晋王甘麻剌妃：普顔怯里迷失（没後追尊冊之、拝拝海妃子忽上海妃子同）；也孫鉄木児汗諸后妃：八不罕可敦、亦憐真八剌可敦、速哥八剌可敦、卜顔怯里可敦、失烈帖木児可敦、鉄你可敦、必罕可敦、速哥答里可敦、撒答巴剌可敦（乃蛮真氏汗姉壽寧公主女）；和世㻋汗諸后：按出罕可敦、月魯沙可敦、不顔忽都可敦、八不沙可敦（乃蛮真氏亦壽寧公主女）、野蘇可敦、脱忽思可敦、邁來迪可敦；図帖睦爾汗：不答失里可敦；（鄜王）妃：答里也迷失可敦；妥懽帖睦爾汗諸后：答納失里可敦、伯顔忽都可敦、完者忽都可敦（木納失里可敦以下附）
2. 列伝第二…王罕（你勒合、札合敢不）、札木合
3. 列伝第三…乃蛮太陽罕（不亦魯黒、古出魯克、抄思、別的因）
4. 列伝第四…成吉思汗諸弟：拙赤合撒児（也古、也生哥、勢都児）、合赤温（阿勒赤歹）、帖木格斡赤斤（塔察児、遼王脱脱）、別勒古台（別克帖児、口温不花、答阿里台）
5. 列伝第五…特薛禅（阿勒赤）、不禿（鎖児哈、札忽児臣、忽憐、阿失）
6. 列伝第六…豁児赤兀孫、帖卜騰格里
7. 列伝第七…抄兀児、乞失里黒
8. 列伝第八…主児扯荅（客台、合答）、忽亦勒答児（博羅歓、伯都）
9. 列伝第九…木華黎（孛思、塔思、覇突魯、速渾罕、乃燕、碩徳、別里哥帖木児、相威、撒蛮、脱脱、朶児只、朶児直班、乃蛮台、不合忙哥、塔塔児台、帯孫、禿満帯、忽魯忽図）
10. 列伝第十…博斡児出（孛楽台、玉昔帖木児、阿魯図）、 博羅忽勒（月赤察児、塔剌海、𠇗頭、也先鉄木児、古出、闊闊出、完者鉄木児、朶児伯朶黒失）、赤老温（沈伯、察剌、脱帖穆児、月魯不花、阿剌罕、健都班）
11. 列伝第十一…者勒蔑（也孫帖額、不花、察兀児孩）、忽必来（忽都思合勒漏）、者別（曷思菱里）、速不台（兀良合台）
12. 列伝第十二…忙哥帖木児、脱哈帖木児、昔班（土斡耳、那孩）〈原欠〉
13. 列伝第十三…耶律留哥（薛闍、善哥、収国奴、永安）、蒲鮮万奴
14. 列伝第十四…察合台諸王（木阿禿干、不里、合剌旭烈兀、也速蒙哥、八剌合、聶古伯、篤哇、也先不花、怯伯、篤来帖木児）
15. 列伝第十五…拖雷（末哥、不者克、牙忽都）
16. 列伝第十六…朮赤（鄂魯朶）
17. 列伝第十七…抜都（伯勒克）
18. 列伝第十八…汪古畏兀二駙馬郎：阿剌忽失的吉忽里（闊里吉思、朮忽難、朮安、馬札罕、阿魯禿）、巴而朮阿而忒的斤（木児火赤哈児的斤、紐林的斤、帖木児補花）
19. 列伝第十九…漠北三大汗諸子；斡歌歹汗子：合失、闊端太子（蒙哥都、只必帖木児、別帖木児）、闊出（失烈門）、哈剌察児（脱脱）、合丹、滅里；古余克汗子：忽察（脳忽）、禾忽（南平王禿魯）；蒙格汗子：班禿、阿速歹、玉龍答失（撒里蛮、衛王完沢、郯王徹徹禿）
20. 列伝第二十…合赤温（札剌台、塔出）、吾也而（抜不忽）
21. 列伝第二十一…忽都忽（張抜都、世沢、忽里勒、合剌蒙都、撒里把阿禿児）、逸的察罕（木花里、塔出、亦力撒合、立智理威、韓家訥、李楨）
22. 列伝第二十二…阿児孩合撒児（巴剌扯児必、巴剌斡羅納児台）、不只児、不魯罕合勒札（忽林失）、許孫、紹古児（忽都虎）
23. 列伝第二十三…阿只乃（忽剌出、者迭児、懐都）、孛罕（忽都）、純只海（大達立、咬住、奚加、帖古迭児）、忒木台行省（奥魯赤）
24. 列伝第二十四…阿只吉、出伯
25. 列伝第二十五…者卜客、客列速哥
26. 列伝第二十六…脱欒（伯八、八剌、不蘭奚）、塔察児（密里察児、宋都䚟、別里閣不花）、撒吉思不花（明安答児）
27. 列伝第二十七…塔塔統阿（玉笏迷失、力渾迷失）、哈剌亦哈北魯（月児思蛮、阿的迷失帖帖木児、阿隣帖木児、沙剌班、世傑班）、岳璘帖木児（哈剌普華、偰文爵、偰質篤、偰列篪、偰百遼遜、撒吉思、答理麻、哈剌阿思蘭都大）、写云赤篤忽璘（阿失帖木児）、昔班（斡羅思密、咬住）
28. 列伝第二十八…阿剌浅（阿剌罕）、牙剌哇赤（馬思忽惕、阿里別）、塔本（阿里乞失鉄木児、阿台、迭里威失、鎖咬児哈的迷失）
29. 列伝第二十九…昔思鈐部（愛魯、脱力世官）、按竺邇（徹里、歩魯合答、国宝、国安、月挙連赤海牙）、奥屯大哥（貞、世英）
30. 列伝第三十…耶律楚材（鋳、希亮）、客烈亦鎮海、粘合重山（南合、王徳真）
31. 列伝第三十一…耶律阿海（禿花、禿満答児、忙古帯、呉信）、耶律捏留（買奴）、王珣（栄祖）、石抹也先（査剌、庫禄満）、石抹明安（咸得卜）、石抹孛迭児（海住、孫世昌）
32. 列伝第三十二…忙哥撒児（脱歓、伯答沙）、孛魯合（也先不花、亦憐真、禿忽魯、按攤、答失蛮）
33. 列伝第三十三…劉嶷、張柔
34. 列伝第三十四…厳実、張栄
35. 列伝第三十五…邸順（浹、琮、沢）、郝和尚（李昱）、王珍（文干、楊傑、梁禎）、梁瑛（天翔）、孟徳
36. 列伝第三十六…史秉直、史進道、史天倪（楫、権、元亨、燿、枢、天祥、王守道、耶律忒木）
37. 列伝第三十七…董俊（文炳、士元、士選、文蔚、文用、士廉、文直、文忠、士珍、守中、守簡、士良、士恭、皇毅）
38. 列伝第三十八…趙迪（椿齢）、趙瑨（秉温、秉正）、王善（慶端）、王玉（忱）、王義、何実、杜豊（思明、思忠、思敬）
39. 列伝第三十九…闊闊不花（忒木勒哥、塔海帖木児）、按札児、肖乃台（孛羅、不里合抜都、蒙古不花、石高山）
40. 列伝第四十…闊里吉思、阿魯渾薩里（尼仏普慈）
41. 列伝第四十一…郭宝玉（徳海倪）、兀剌赤張栄、賈塔剌渾（薛塔剌海）
42. 列伝第四十二…張柔（晟）、鮮卑仲吉、袁湘、段直、聶珪（靳和）、周献臣（染成、王兆、劉会）
43. 列伝第四十三…王檝、楊惟中、劉敏、趙璧
44. 列伝第四十四…張子良（懋）、趙祥、匡才（国政）
45. 列伝第四十五…洪福源（茶丘、万、君祥、波立児、韓進）、王綧（阿剌帖木児、兀愛）
46. 列伝第四十六…汪世顕（忠臣、徳臣、良臣、惟正、惟和）、李庭玉（王鈞）
47. 列伝第四十七…紐璘（也速帯児、拝延八都魯、火奪都拝延、探馬赤）、蒙兀速哥、也罕的斤（旦只児）、石抹按只（不老、完顔石柱、趙匣剌、張万家奴）
48. 列伝第四十八…李璮、王文統
49. 列伝第四十九…旭烈兀
50. 列伝第五十…阿八哈
51. 列伝第五十一…脱黒脱
52. 列伝第五十二…阿魯渾
53. 列伝第五十三…乞合都、八的
54. 列伝第五十四…合賛
55. 列伝第五十五…阿不賽因
56. 列伝第五十六…阿里不哥、昔里吉、海都
57. 列伝第五十七…乃顔、哈丹（老的、也不干）
58. 列伝第五十八…忽必烈汗諸子：皇太子真金、安西王忙哥剌（阿難答）、北安王那木罕、雲南王忽哥赤（也先帖木児）、愛牙赤大王、西平王奥魯赤（帖木児不花、老的、阿忒思納失里）、寧王闊闊出、脱歓（老章、孛羅不花、大聖奴、蛮子、義王和尚）、忽都帖木児王
59. 列伝第五十九…中葉以後諸汗皇子：鉄穆耳汗皇太子徳壽、愛育黎抜力八達汗皇子安王兀都思不花、也孫鉄木児汗皇子晋王八的麻亦児間卜、小薛、允丹蔵卜、図帖睦爾汗皇太子阿剌忒納答剌、燕帖古思太子、太平訥太子
60. 列伝第六十…史天沢（格、李伯裕、鄭温、鄭銓、鄭江、鄭全、思忠、孔元）
61. 列伝第六十一…廉希憲（商挺、趙良弼）
62. 列伝第六十二…賽典赤贍思丁（納速剌丁、伯顔、烏馬、伯顔察児、忽辛怯烈、葉仙鼐）
63. 列伝第六十三…高智耀（睿、納麟）、斡耳朶赤（劉容）
64. 列伝第六十四…楊大淵（文安）、劉整（垓、沙全）
65. 列伝第六十五…劉秉忠（秉恕）、張文謙、竇黙、姚枢（煒、楊果）
66. 列伝第六十六…郝経（苟宗道、月里麻思、廉希賢、張羽）
67. 列伝第六十七…宋子貞、張徳輝、趙炳、李徳輝、馬亨
68. 列伝第六十八…許衡（師敬、王恂、耶律有尚）
69. 列伝第六十九…安童（石天麟、李元）、完沢
70. 列伝第七十…陳祜（思謙、天祥）
71. 列伝第七十一…張雄飛（高鳴）、姚天福
72. 列伝第七十二…伯顔（相嘉失里、忒木台児、帖木児不花、失里伯、勗実帯、塔里赤、謁只里、焦徳裕、寧玉、斉秉節、賀祉、王守信、孟祺）
73. 列伝第七十三…阿朮（卜憐吉歹、也速児、相兀速、重喜、脱歓、苫徹、斡可歹、隋世昌、王昔剌、靳忠）
74. 列伝第七十四…阿里海牙（貫只哥、小雲石海涯、阿必察、亦思馬因、阿老瓦丁、李天祐、張栄実、張泰亨、解汝楫、朱国宝、郭昂嘉、王均）
75. 列伝第七十五…阿塔海、阿剌罕（也速台児、察罕）、忙兀台（孛児速）
76. 列伝第七十六…鄭鼎（制宣、昂霄、程介福）、張禧（弘綱）、張興祖、呂徳
77. 列伝第七十七…張弘範、李恒（世安、虎益、劉用世）
78. 列伝第七十八…昂吉児、完者都、也的迷失（趙伯成）、哈剌䚟
79. 列伝第七十九…甘麻剌、答剌麻八剌
80. 列伝第八十…唆都（百家奴）、来阿八赤（昔都児、末赤）、樊楫（李天祜）、高元長（唐琮、張均）
81. 列伝第八十一…劉国傑（王通、王傑）、李庭（蔡珍、張洪、季庭璋）
82. 列伝第八十二…李進、劉恩、綦公直（忙古台）
83. 列伝第八十三…史弼（亦黒迷失）、高興
84. 列伝第八十四…土土哈（牀兀児、乞合）、伯帖木児（孛蘭奚、合剌江、答答呵児）、阿答赤（伯答児）、玉哇失（阿児思蘭、抜都児、捏古児、失剌抜都児、徹里）、明安、暗伯（亦憐真班）
85. 列伝第八十五…劉好礼、劉哈剌八都魯
86. 列伝第八十六…崔斌、崔彧、劉宣（張斯立、秦長卿、楊居寛）
87. 列伝第八十七…淮王帖木児不花、梁王把匝瓦剌爾密
88. 列伝第八十八…阿合馬、盧世栄、桑哥
89. 列伝第八十九…張恵（張昉、楊湜）、何栄祖、馬紹、葉李 （李淦）、郝彬
90. 列伝第九十…張庭珍（庭瑞）、張立道、李克恭（稷）、梁曾、李衍（蕭泰登）
91. 列伝第九十一…李治、劉粛、王鶚（孟攀鱗）、王磐、李旭、徐世隆
92. 列伝第九十二…趙阿哥潘（重喜）、段直（光、功、宝）、楊漢英（嘉貞）
93. 列伝第九十三…夏貴、呂文煥（師夔）、陳奕（嵒）、管如徳（周金、馬成龍）、朱煥（霽）
94. 列伝第九十四…范文虎（呉佑、安民、継武、楚鼎）、王勣翁（都中、蒲寿庚）
95. 列伝第九十五…朱清（虎、旭）、張瑄（張文龍、黄真、天麟、羅璧、黄頭、咬童）
96. 列伝第九十六…不忽木（回回、巎巎、禿忽魯、堅童）
97. 列伝第九十七…徹里（燕只吉台太赤之孫）、千奴（玉里伯里巴牙兀氏和尚之子）
98. 列伝第九十八…哈剌哈孫、嚢加歹（忙兀的斤、鉄連）
99. 列伝第九十九…愛薛、（也里牙、腆合、馬薛里吉里）、馬可保羅
100. 列伝第一百…安藏（迦魯納答思、大乘都）、阿魯渾薩里（岳柱）、潔実弥爾、唐仁祖、燕只不花、脱烈海牙、普顔
101. 列伝第一百一…虎都鉄木禄（塔海）、拝降、鉄哥朮、奕赫抵雅爾丁、回回、瞻思
102. 列伝第一百二…鄧文（原槃）、虞集（范梈、楊載、謝端）、柳貫、黄溍、欧陽玄、貢師泰（周琦）
103. 列伝第一百三…乞台普済（也克吉児、釐日、曲枢）、亦納脱脱（阿沙不花、鉄木児塔識、玉枢虎児吐華、塔識帖睦邇）
104. 列伝第一百四…鉄木迭児（鉄失）、拝住（王貞）
105. 列伝第一百五…斡羅思/康里氏（博羅不花、慶童）、闊里吉思（燕只吉台氏、汪家奴、脱朶児））
106. 列伝第一百六…賀勝、楊朶児只、蕭拝住
107. 列伝第一百七…脱脱、太不花、賀唯一
108. 列伝第一百八…燕帖木児、伯顔（阿礼海牙、也速台児）
109. 列伝第一百九…別児怯不花（帖木児塔識、朶児只）
110. 列伝第一百十…伽乃鉄哥、答失蛮/合児魯兀氏（巴里合察罕）
111. 列伝第一百十一…答失八都魯（孛羅帖木児、老的沙）、察罕帖木児（擴廓帖木児、張昶、蔡子英、李思斉、李保保、関保、関関、魏賽因不花、劉則礼）
112. 列伝第一百十二…楊完者（曾華）、陳有定（宗海、金子隆、王輸、蕭寅、藍光、羅良、陳端孫、迭里彌実）
113. 列伝第一百十三…泰不華、李黼、星吉、褚不華、余闕（徳臣、福童、李宗可、韓建等）、伯顔不花的斤（大聖奴、海魯丁、蔡誠、張広、陳受）
114. 列伝第一百十四…搠児馬罕、怯的不花
115. 列伝第一百十五…游顕、賈居正
116. 列伝第一百十六…高麗
117. 列伝第一百十七…何瑋、張珪、趙世延（野峻台）
118. 列伝第一百十八…王思廉、尚文、王約、張昇
119. 列伝第一百十九…李孟、呉直方（萊）
120. 列伝第一百二十…劉因、呉澄〈原欠〉
121. 列伝第一百二十一…合児班答〈原欠〉
122. 列伝第一百二十二…駙馬帖木児〈原欠〉
123. 列伝第一百二十三…帖木児
124. 列伝第一百二十四…巴別児〈原欠〉
125. 列伝第一百二十五上…西域
126. 列伝第一百二十五中…西域
127. 列伝第一百二十五下…西域
128. 列伝第一百二十六…木剌夷
129. 列伝第一百二十七…巴黑塔

### 表
1. 表第一上…宗室世系
2. 表第一下…宗室世系
3. 表第二…諸王
4. 表第三…公主
5. 表第四之一…蒙兀氏族上
6. 表第四之二…蒙兀氏族下
7. 表第四之三…色目氏族上
8. 表第四之四…色目氏族下
9. 表第五…三公
10. 表第六…宰相
11. 表第七上…行省宰相〈原欠〉
12. 表第七下…行省宰相〈原欠〉

### 志
1. 志第一…地理志：西北三藩地通釈